# ヒッピアス (僭主)
ヒッピアス（希: Ἱππίας、英：Hippias 、生没不詳）は古代アテナイの僭主でペイシストラトスの子。民衆を恐怖させた暴君であり、ペルシア戦争初期にアテナイの民主政を脅かした。

## 生涯
ヒッピアスが歴史上で最初に登場するのは父ペイシストラトスと共にエレトリアへと亡命していた時であり、この時父に独裁者として復帰するよう強く勧めたとされる。
前528/7年にペイシストラトスが没すると父の跡を継いでアテナイの僭主となったが、前514年に弟であり腹心でもあったヒッパルコスが男同士の色沙汰を原因としてハルモディオスとアリストゲイトンに暗殺された事を契機に暴君となり、以後圧政でアテナイの民衆を苦しめた。前510年、ヒッピアスと対立していたアルクメオン家からの要請を受けたスパルタ王クレオメネス一世はデルフォイの巫女の神託(クレイステネスが巫女を買収して出させたともされる)に基づいてヒッピアスを追放し、アテナイの僭主政は崩壊した。その後、デルフォイの神託が偽りであったと判断したクレオメネスはヒッピアスを呼び戻して復帰させるために同盟諸国へ協力を求めたが、僭主ペリアンドロスの圧政に苦しめられたコリントスが強く反対したために頓挫し、ヒッピアスは以後、アケメネス朝ペルシアを頼った。
そして、アテナイがエレトリアと共にイオニアの反乱を支援した事への報復としてダレイオス一世が派遣した遠征軍の侵攻を受けると、ヒッピアスも遠征軍に同行して自身の影響力が残るマラトンへとペルシア軍を先導したが、前490年9月にアテナイの将軍ミルティアデスを中心としたアテナイ・プラタイア連合軍の迎撃を受けて敗北した(マラトンの戦い)。戦闘後、ヒッピアスを復権させるためにアルクメオン家からの内通者が盾でペルシア艦隊に合図を送り、アテナイ市内へと手引きしたという噂が流れた。ヘロドトスはこの噂に否定的な見解を示しているが、アテナイ内部における親ペルシア派と反ペルシア派の対立が存在した事を考慮すれば、噂が事実であった可能性も否定できないとされる。ペルシア艦隊はアテナイを目指したが、強行軍で引き返したミルティアデスが守りを固めたために攻略を断念して帰国した。その後、ヒッピアスがどうなったかについてヘロドトスは語っていない。
トゥキュディデスはヒッピアスがヒッパルコスの死までは父と同様に執政官職を一族で独占した事を除いて賢明な統治を行っていた事を示唆しているが、その後の圧政によって民衆の心に深い傷を与え、僭主政や寡頭政に対する恐怖を後の世まで残した事も伝え、トゥキュディデスの時代のアクロポリスには僭主の悪行が記された碑文が存在したという。そのため、マラトンでの勝利はヒッピアスの復権を阻止して僭主から民主政を守り切ったという象徴的な意味を持ち、アテナイ市民層が自信を深め、民主政をより強固にしていく契機ともなった。